# Bytovia Bytów
Maillots
Dernière mise à jour : 2 avril 2016.
Le Bytovia Bytów est un club polonais de football professionnel fondé en 1946 et basé à Bytów, dans la voïvodie de Poméranie. Son équipe principale reçoit ses adversaires au stade municipal de Bytów, enceinte pouvant accueillir jusqu'à 2 043 personnes.
Le club est également appelé Drutex-Bytovia Bytów, du nom de la société Drutex, l'un des plus grands fabricants de fenêtres en Pologne.

## Histoire

### Fondation et débuts
Le Bytovia Bytów est officiellement créé en 1946.

### Ascension vers la deuxième division
Longtemps resté amateur, le Bytovia Bytów amorce son ascension vers le haut niveau au début des années 2000. Alors pensionnaire de cinquième division, il gravit les échelons jusqu'à atteindre la deuxième division en 2014. Longtemps impliqué dans la lutte pour le maintien, il s'en sort finalement pour sa première saison chez les professionnels, profitant entre autres des difficultés financières de ses concurrents, et se classe à la 13e place.
Le Bytovia se signale également, par l'intermédiaire de son équipe réserve, pensionnaire à l'époque de septième division, par un bon parcours en Coupe de Pologne en 2010, lors de laquelle elle élimine le Polonia Bytom, club de l'élite, avant de tomber face au Wisła Cracovie lors des huitièmes de finale.